# Вила са конхама (Медијана)
Вила са конхама  или Вила рустика је мања римска вила из 4. века, у облику конхе, која је након истраживања откривене у саставу археолошког локалитета Медијана, на 4 km источно од центра Ниша. Вила је значајна по вредном мозаичком поду који је након истраживања, подигнут и накнадно конзервиран, и представљен јавности у склопу Археолошког парка Медијана, након затрпавања остатака виле због изградње саобраћајнице Ниш—Нишка Бања. Вила са конхама као и само насеље (Медијана), настала је на самом крају 3. или почетком 4. века.

## Статус и категорија заштите
Због свог историјског и археолошког значаја Вила са конхама, као и локалитет на коме се налази је проглашен, 19. децембра 1981. године, за „Културно добро од изузетног значаја“ и под бројем АН 22 уведено је у централни регистар споменика културе у Републици Србији. Као основ за упис у регистар послужило је решење Завода за заштитуту и научно проучавање споменика културе НРС бр.220/49 од 09. фебруара 1949. године.
Надлежни завод који води локални регистар и бригу о овом археолошком локалитету је: Завод за заштиту споменика културе Ниш.

## Стање заштите
Вила је након истраживања, затрпана и није била доступна јавности, а мозаик је подигнут са њеног пода 1975. године и због великих димензија изложен је на отвореном простору, због чега је претрпао већа оштећења.
Накнадним конзерваторским радовима, мозаик је ревитализован и данас представљен јавности у склопу Археолошког парка Медијана.

## Положај
Археолошки локалитет вила са конхама налази се у склопу археолошког парка Медијана, у нишкој градској општини Медијана, Србија.
Медијана (као једно од најзанчајнијих градски насеља Наиса), је смештена у југоисточном делу Нишке котлине, изван густо насељеног и урбанизованог градског језгра, источно од центра Наиса на око три римске миље. Она је имала највећу површину мећу насељима у околини Наиса, са великим бројем грађевина, које је одвајао широки мећупростор, башта и пољопривредног имања.
Вила са конхама била је у оквиру насеље Медијана са вилама и пратећом инфраструктуром размештеном на површини од приближно 40 hа, значајно већој од римског Наиса (која заједно са тврђавом, није превазилазила 20 до 25 hа), на пространој лесној заравни, или средњем терасном нивоу речне долине Нишаве високом 35 метара и јужним обронцима нишке котлине. Досадашњим истраживањем утврђено је постојање преко 80 објеката на овом простору, а сама Медијана се према проценама нишких археолога највероватније простире и много даље него што је то тренутна зона заштите овог археолошког локалитета .
Вила са конхама налазила се на простору који ограничава река Нишава са северне, подножја брежуљака Селичевице са јужне, војни логор Наис у доба римљана, а данас урбано језгро Ниша, се западне и Кутинска река са источне стране. У близини Медијане налазе се термални извори, веома лековите радиоактивне, слабо земно-алкалне воде Нишке Бање, са којих су аквадуктом снабдеване терме овог летњиковца.
Објекти на Медијани нису били размештани један уз други, већ их је делио широки међупростор, са баштама или пољопривредним имањима и шумама. Вила са конхама налазило се југозападно од средишта насеља-летњиковца и данашње зграде музеја археолошког парка Медијана.

## Историја
Медијана представља насеље отвореног типа, издужене основе на површини од око 80 хектара. (у периоду највећег успона). У градитељском смислу на Медијани се могу издвојити поједине целине, које се међусобно разликују према декорацији, времену градње, организацији и функцији.
Током земљаних радова на изградњи друге трасе ауто-пута Ниш—Нишка бања 1975. године, откривене су две мање некрополе и неколико објеката. Међу тим објектима била је и вила са конхама.
У моменту ископавања (1975) северни део виле, по уздужној оси грађевине био је пресечен постојећим путем, тако да је истраженс амо јужни део виле, који је константован унутар сонди 9 и 10, као и на простору између њих. Археолошка истраживања су показала да је вила била укопана у слој броронзанодопског насеља.

## Опис локалитета
Објекат виле са конхама, који се датује у 4. век, укупне је дужине 32,5 m, био је оријентисан у правцу исток - запад, са улазом на источној страни. На основу истраженог дела утврђено је да вила имала триклинијум, две квадратне просторије, ходник (највероватније) и двориште са тремом (перистил). Систем грејањ у вили није пронађен, највероватније због сезонско коришћење објекта.
Двориште, ходник и две квадратне просторије виле имале су поднице од набијене земље, док је просторија у западном делу имала малтерисан под. На основу потврђених остатака две конхе, на западној и јужној страни, претпоставља се да је заправо западна просторија виле имала облик триконхоса, са још једном конхом која се налазила на северној страни. Јужна конха је првобитно имала под од опека, на који је у каснијој фази обнове виле постављен мозаички под, док је под у западној конхи био поплочансамо опекама.
Опис мозаика
На поду виле откривен је мозаички тепих површине 15 m² (5 х 3 m), израђен у техници opustessellatum од камених коцкица беле, црвене и окер боје, величине од 0,5 х 1 до 2 х 2 сm.
Мозаичка композиција састављена је од једне полукружне зоне у виду мреже ромбова,4 и две оквирне зоне. Спољни оквир је трака са мотивом винове лозе, а унутрашњи оквир чини трака са мотивом назубљеног низа.
Мозаик је подигнут 1975. године и накнадно конзервиран, а због великих димензија није био изложен унутар музејске зграде, већ на отвореном простору, због чега је претрпао већа оштећења.